# The Quality of Mercy (film 1914 Buckland)
The Quality of Mercy è un cortometraggio muto del 1914 diretto da Warwick Buckland.

## Trama
Un magistrato adotta una ragazza che ha rubato del pane per la madre che stava morendo di fame.

## Produzione
Il film fu prodotto dalla Hepworth.

## Distribuzione
Distribuito dalla Hepworth, il film - un cortometraggio di una bobina - uscì nelle sale cinematografiche britanniche nel marzo 1914.
Si conoscono pochi dati del film che, prodotto dalla Hepworth, fu distrutto nel 1924 dallo stesso produttore, Cecil M. Hepworth. Fallito, in gravissime difficoltà finanziarie, il produttore pensò in questo modo di poter almeno recuperare il nitrato d'argento della pellicola.